# Homorthodes dubia
Homorthodes dubia är en fjärilsart som beskrevs av Barnes och Mcdunnough 1912. Homorthodes dubia ingår i släktet Homorthodes och familjen nattflyn. Inga underarter finns listade i Catalogue of Life.